# Алтамаго (Північна Кароліна)
Алтамаго (англ. Altamahaw) — переписна місцевість (CDP) в США, в окрузі Аламанс штату Північна Кароліна. Населення — 334 особи (2020).

## Географія
Алтамаго розташоване за координатами 36°11′13″ пн. ш. 79°30′25″ зх. д. / 36.18694° пн. ш. 79.50694° зх. д. (36.186832, -79.506962).  За даними Бюро перепису населення США в 2010 році переписна місцевість мала площу 3,61 км², з яких 3,52 км² — суходіл та 0,09 км² — водойми.

## Демографія
Згідно з переписом 2010 року, у переписній місцевості мешкало 347 осіб у 146 домогосподарствах у складі 104 родин. Густота населення становила 96 осіб/км².  Було 177 помешкань (49/км²).
Расовий склад населення:
| - 93,7 % — білих - 3,2 % — чорних або афроамериканців - 2,6 % — осіб інших рас |

До двох чи більше рас належало 0,6 %. Частка іспаномовних становила 4,0 % від усіх жителів.
За віковим діапазоном населення розподілялося таким чином: 23,3 % — особи молодші 18 років, 60,0 % — особи у віці 18—64 років, 16,7 % — особи у віці 65 років та старші. Медіана віку мешканця становила 43,3 року. На 100 осіб жіночої статі у переписній місцевості припадало 80,7 чоловіків;  на 100 жінок у віці від 18 років та старших — 82,2 чоловіків також старших 18 років.
За межею бідності перебувало 2,8 % осіб, у тому числі 0,0 % дітей у віці до 18 років та 0,0 % осіб у віці 65 років та старших.
Цивільне працевлаштоване населення становило 235 осіб. Основні галузі зайнятості: роздрібна торгівля — 26,8 %, виробництво — 20,4 %, оптова торгівля — 11,1 %, транспорт — 10,6 %.